# Dziób Kobylański

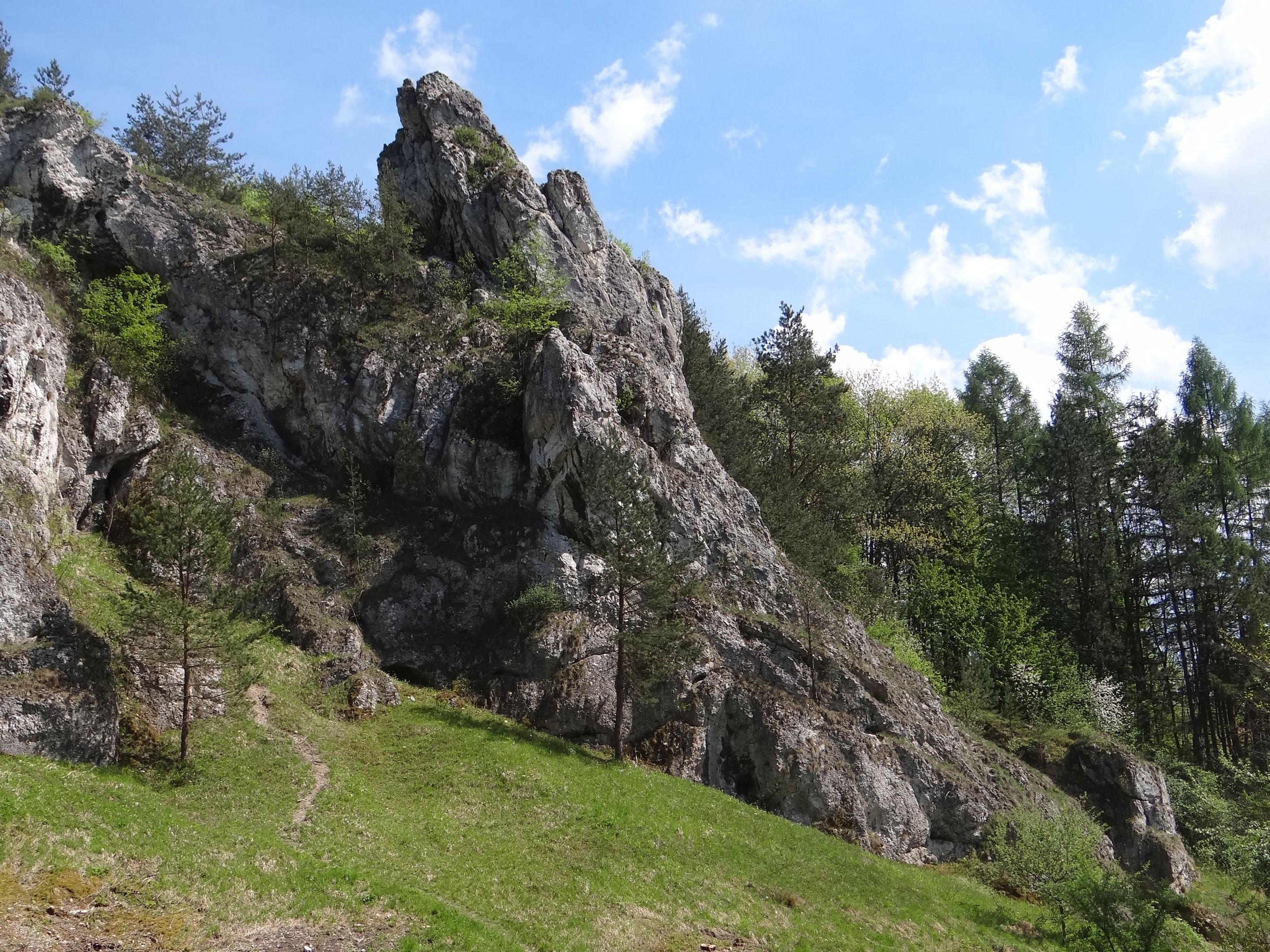
Dziób Kobylański

Dziób Kobylański – turnia w Dolinie Kobylańskiej na Wyżynie Olkuskiej, w miejscowości Kobylany, w gminie Zabierzów, powiecie krakowskim, województwie małopolskim. Znajduje się w dolnej, południowej części doliny, w jej orograficznie lewych zboczach. Przez wspinaczy skalnych zaliczana jest do Grupy Żabiego Konia. Wraz z Żabim Koniem i Mnichem wznosi się nad płaskim, trawiastym rozszerzeniem dna doliny, w którym wypływa Źródło św. Antoniego.
Dolina Kobylańska jest jednym z najbardziej popularnych terenów wspinaczki skalnej. Skały mają dobrą asekurację{. Zbudowany z wapieni Dziób Kobylański wznosi się wysoko na zboczu doliny, jego względna wysokość nad otaczającymi go skałami wynosi 5–8 m. Ma połogie, pionowe lub przewieszone ściany. Wspinacze skalni poprowadzili na nim 4 drogi wspinaczkowe o trudności V- – VI.3+ w skali Kurtyki. Mają wystawę północną i północno-zachodnią. Trzy z nich mają stałe punkty asekuracyjne; ringi (r) i stanowisko zjazdowe (st).

## Drogi wspinaczkowe
1. Północny komin; V-, 10 m
2. Daijoobu; VI.1, 6r + st, 12 m
3. Antycypując abstrachuje; VI.1, 7r + st, 12 m
4. Grande Dziobe de Karniowice; VI.3+, 7r + st, 12 m[2].